# پاتریک کسیدی (بازیکن فوتبال)
پاتریک کسیدی (انگلیسی: Patrick Cassidy؛ زادهٔ ۱۸۸۷) بازیکن فوتبال اهل بریتانیا است.
از باشگاه‌هایی که در آن بازی کرده‌است می‌توان به باشگاه فوتبال کاردیف سیتی، باشگاه فوتبال ساوت شیلدز، و باشگاه فوتبال برادفورد سیتی اشاره کرد.